# グレート・アクセラレーション
グレート・アクセラレーション（英: Great Acceleration）は、人類の活動によって社会経済や地球環境の変動が急増している現象を指す。日本語では大加速や大加速化、人類活動の巨大な加速とも呼ばれる。
社会経済システムと地球システムの各12の指標が、20世紀後半から急速に上昇傾向にあるという仮説にもとづいている。開始時期は第二次世界大戦後で一致しており、年代については1945年、1950年代など諸説がある。地球圏・生物圏国際協同研究計画（IGBP）が刊行した『グローバル変動と地球システム - 逼迫する地球環境』（2004年）という書籍で発表されて使われるようになった。
グレート・アクセラレーションは、地球における人間活動の限界を定めたプラネタリー・バウンダリーとともに人新世の根拠となっている。人新世とは、人類の活動が地質学的なレベルで地球に影響を及ぼしているために提案されている地質年代である。生物の絶滅など影響が広範におよぶ点から、巨大隕石の落下など過去の自然災害との類似も指摘されている。

## 社会経済システムの指標

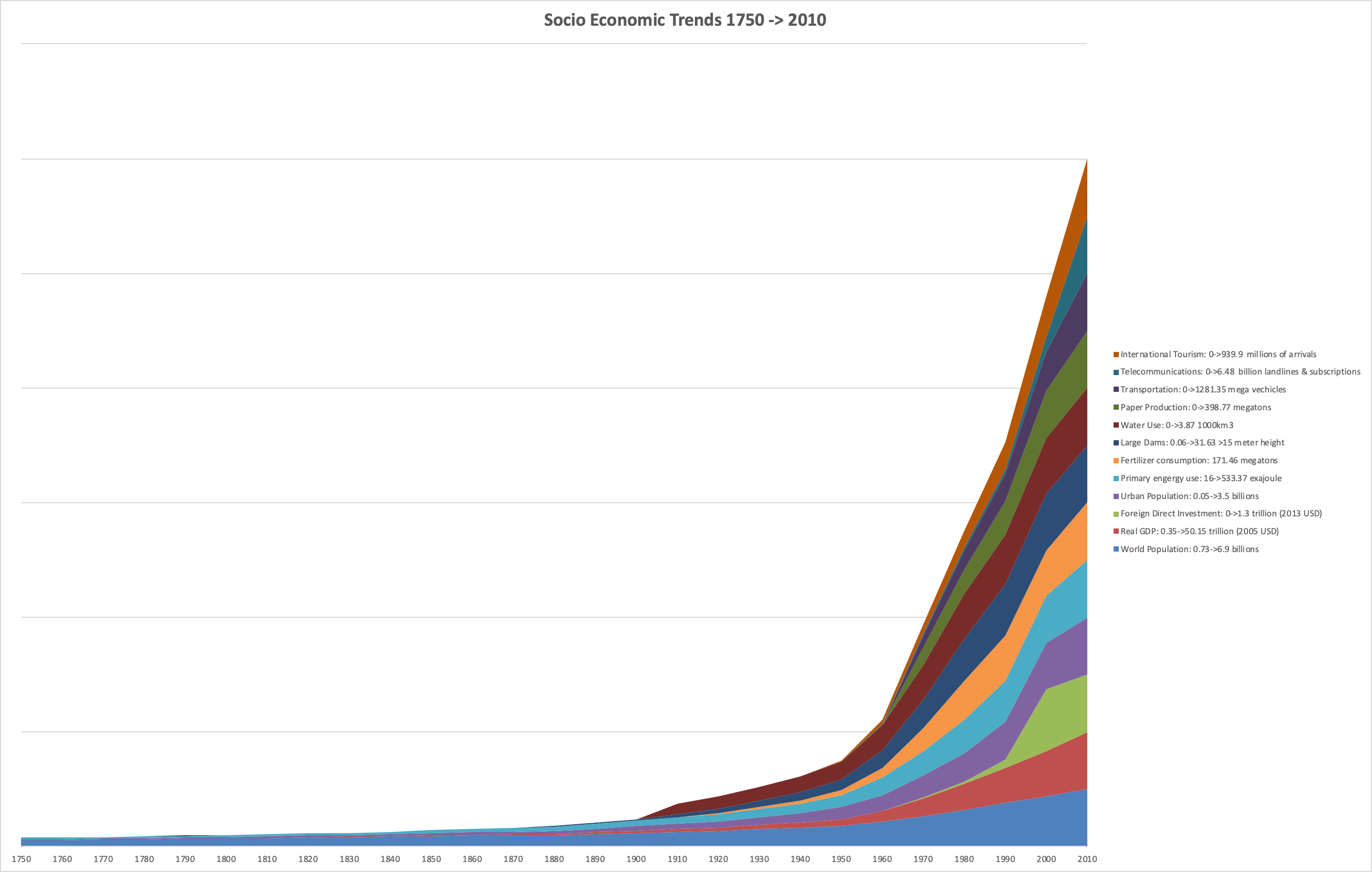
1750年から2010年にかけての社会経済システムの変化。

人口、国内総生産（実質GDP）、対外直接投資、都市人口、一次エネルギーの使用、化学肥料の使用、巨大ダム、水利用、製紙、交通、遠隔通信、海外旅行となる。
人口
人口が10億人になったのは19世紀初頭であり、20億人になるには約125年後の1935年までかかった。その後急速になり、25年後の1960年には30億人に達し、年間2.2%の増加率となった。原因としては乳幼児死亡率の低下が大きく、平均余命が延びたことが挙げられる。欧米の感染症対策がアジアやアフリカの主な地域で普及したのは1950年代以降からで、平均余命の地域格差が縮まっていった。
人口が30億人だった時点では、環境問題は社会的・経済的な問題からは別個のものとして考えられていた。その後の人口増加と大量生産や貿易によって、化石燃料の使用、工業的な肥料生産、肉食の増加による家畜の増加、フロンの使用、漁獲量の増加が続いた。2050年までに人口は90億人に達し、世界経済の規模は2050年までに3倍になると予想されている。
国内総生産（実質GDP）
1950年から1973年にかけて世界のGDPは年4.9%、1人あたりGDPは年2.9%、輸出量は年7%増加した。経済成長の世界的な分岐は16世紀から起きており、1500年から1820年までの世界のGDPは2400億ドルから6950億ドルに増え、ヨーロッパが中心だった（後述）。
対外直接投資（FDI）
FDIは1980年代中頃から増加ペースが上昇し、特に1993年以降に急増した。世界のFDI流出額は1992年の約2000億ドルから2000年には約1兆1500億ドルとなった。原因は、経済協力開発機構（OECD）での合併と買収（M&A）の増加と、欧州連合（EU）や北米自由貿易協定（NAFTA）などの地域統合にある。中南米では、民営化の進展とともにFDIが増え、アジアでは1997年から1998年に起きたアジア金融危機ののちにM&Aが増えた。1990年代以降のFDIによって多国籍企業（MNEs）の役割が大きくなっている。
都市人口
人類の都市への集中は続いており、2007年から2008年にかけて都市人口が全人口の50%を初めて超えた。2050年には都市人口が70億人に達すると予想される。21世紀においては、10日につき都市人口が100万人増加するペースともいわれ、アジアやアフリカにおける農村から都市への移住が中心となっている。都市の面積も人口増加によって拡大し、2030年には地球の陸地面積の約10%になるとも予想されている。
一次エネルギーの使用
石油、石炭、天然ガスを中心とする一次エネルギーが増加し、二酸化炭素などの温室効果ガスが増加を続けている。国際エネルギー機関（IEA）の調査によれば、石油生産は2006年にピークに達した可能性が高い。ピーク以降は石油採掘のコストが上昇してゆくため、安い化石燃料が減ってゆくことを意味する。代替として液化天然ガス、オイルサンド、オイルシェール、石炭液化などが検討されているが、これらは石油よりも環境を汚染し、収益性が低く、石油より採掘できる期間が短い。
化学肥料の使用
1909年に人工肥料の製造法が発見され、ハーバー・ボッシュ法によって人工肥料が世界中で使われるようになった。農作物の収穫量が増え、1ヘクタールあたりの養える人間の数は2倍となった。1940年代以降の穀物の生産性向上は緑の革命とも呼ばれた。ただし、2014年時点でも10億人が十分な食べ物を得ておらず、他方では15億人が肥満と診断されている。
化学肥料の普及によって土壌の窒素が過剰になり、窒素が河川や海洋に流出した。化学肥料に必要なリン鉱石は、50年から100年で枯渇すると予想されている。
巨大ダム
20世紀前半から1日に1つのペースでダムが建設されており、世界の主要河川の2/3に5万以上の大型ダムがある。ダムの水力発電によって、2050年までに水力発電が40%増加するとされている。ヨーロッパや北米で増えすぎたダムの撤去が進む一方、アジア、アフリカ、中南米で新たに建設が進められている。低炭素エネルギーという利点が水力発電にあるが、ダムによって肥沃な土地の水没、住民の立ち退きなどが起きる。また、水底の腐敗によって温室効果ガスであるメタンが発生し、人類が排出するメタンの1/4は大型ダムから発生している。大量の水が蓄えられるため、重量によって地震が発生する可能性もある。このため、チリのパタゴニアなど反対運動によってダム建設が中止される場合もある。
水利用
淡水利用の指標は、流水資源の消費を年間4000万立方キロメートル以下に抑えることとされる。淡水消費の92%は農業が占める。水利用の増加によって世界の河川の25%が海に到達しておらず、アラル海やチャド湖などの湖では水位が減少した。淡水利用の増加によって、淡水種の30%に絶滅の可能性がある。
製紙
製紙ではパルプの材料となる樹木が伐採されるため、再生産コストを度外視すると森林面積が減少する。フィリピンは、1950年代には国土の75%が森林だったが、日本向け木材の輸出が60年代から行われた結果、1980年代末には25%に低下した。同じく日本向けの有数の木材輸出国のマレーシアは、ボルネオ島を中心に伐採が急増し、不買運動が起きる国もあった。

## 地球システムの指標

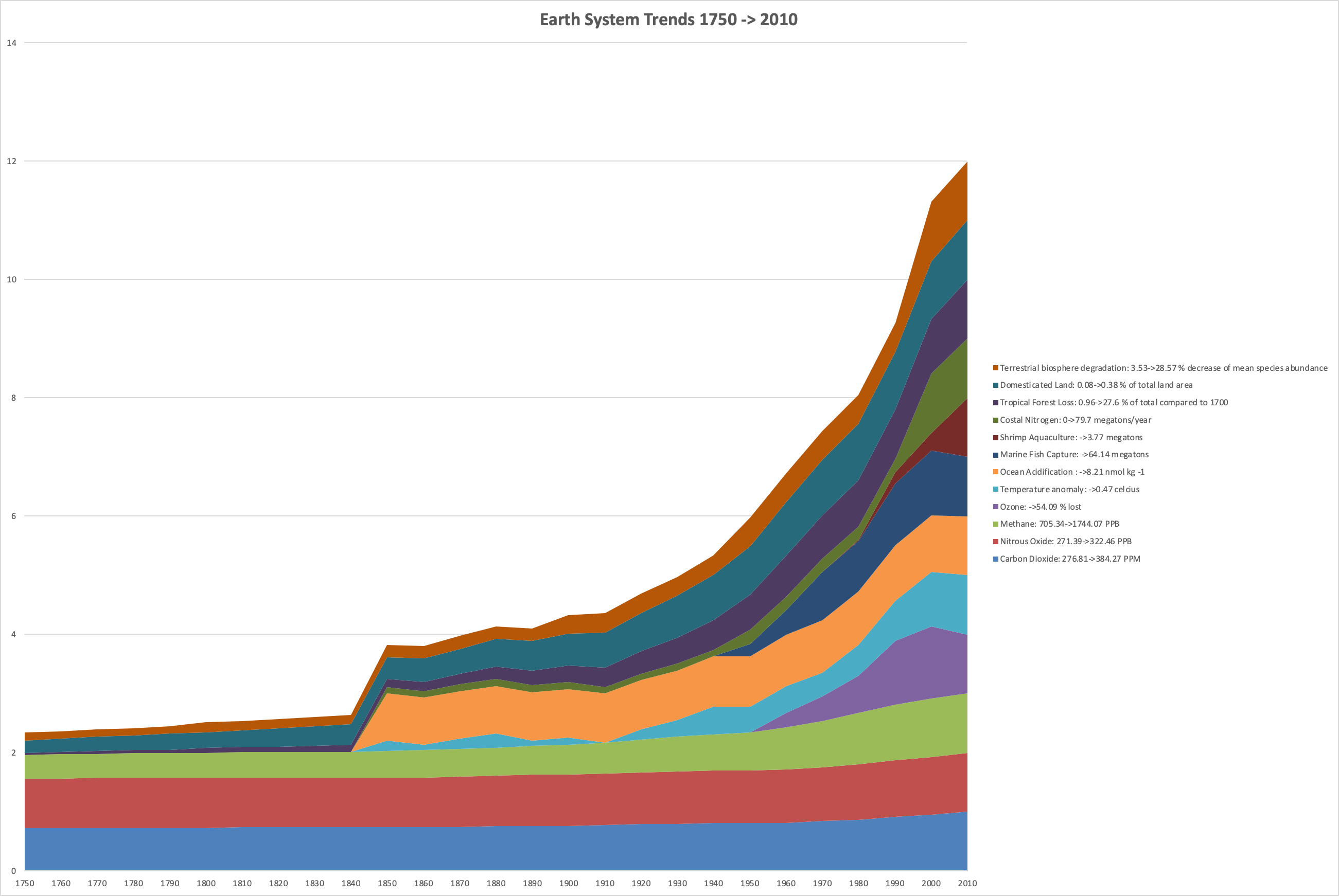
1750年から2010年にかけての地球システムの変化。

大気中の二酸化炭素濃度、亜酸化窒素、大気中のメタン濃度、オゾン層破壊物質による成層圏オゾンの損失、北半球の平均気温の異常、海洋酸性化、海洋における漁獲量、エビの養殖量、沿岸域の窒素、熱帯雨林と森林地域の喪失、土地利用の増大、陸上の生物種の推定絶滅率となる。
人口増加と持続可能ではない消費活動によって、化石燃料の使用による二酸化炭素濃度、農業や工業による土壌中の窒素濃度、家畜による空気中のメタン濃度、南極圏のオゾン層破壊、気温上昇、漁業資源の減少などが続いた。
二酸化炭素濃度
1960年代以降に二酸化炭素排出は年間約40億トンから約90億トンに増加した。21世紀以降は世界各国が二酸化炭素排出の削減に向けて協力を進めたが、排出量は20世紀よりも急増し、産業革命前の280ppmから2014年の400ppmとなり、過去80万年の中で最多となった。
亜酸化窒素濃度
化石燃料燃焼や農業によって上昇する。人工肥料の窒素が土壌に残ると、河川や沼沢地、海洋に流れ込んで富栄養化による無酸素現象などの原因となる。2015年時点で1億5000万トンに達している。
大気中のメタン濃度
畜産によって大気中のメタン濃度が上昇している。15億頭にのぼる家畜のウシから大量に排出されており、牛1頭が放出するメタンガスは1日あたり160リットルから320リットルにのぼる。メタンの温室効果は二酸化炭素の25倍に達する。
海洋酸性化
海洋の酸性度は産業革命以来、30％増加している。二酸化炭素の約4分の1が海洋に溶解することが原因となっている。酸性化によって海洋生物の骨格や殻の形成が阻害されるため、サンゴ礁やプランクトンなどが絶滅する可能性がある。
漁獲量
底引網などの技術の普及で漁獲量が増加し、魚の生息数は減少した。魚の消費量は2014年時点で1950年代の4倍になっており、資源回復が必要な魚種は全世界の85%におよび、大型魚の生息数は10%となった。魚の減少によって遠洋漁業が増加し、遠方の生態系にも影響を与えている。
エビの養殖
エビの養殖は、沿岸地域の開発の代替指標として用いる。養殖場のために東南アジアではマングローブの伐採が続いた。台湾、インドネシア、タイ、ベトナムなどでは飼料や肥料によって養殖池の周辺環境が汚染される問題も起きた。海面上昇によって河口に海水が入るようになり、メコンデルタの下流では稲作が不可能になり、農民がエビ養殖への転業を強いられる場合もある。
熱帯雨林と森林地域の喪失
熱帯林の27%、温帯落葉樹林の45%が失われた。森林破壊の95%は道路から25キロメートル以内で発生しており、農業や林業と密接に関連している。熱帯雨林の森林伐採は二酸化炭素を排出し、人類の排出量の20%に達している。
人類による土地利用の増大
牧草地・農地の増加によって森林が減少する。森林の他に、草原の70%、サバンナの50%が農地に変わった。淡水の70%は農業用水に使われており、農業で栽培される植物種はモノカルチャーによって限られている。ムギ、コメ、ニワトリ、ウシなど一部の種類の動植物が全大陸で繁殖しており、生物多様性の喪失にも関係している。
陸上の生物種の推定絶滅率
2019年時点の国連の報告では、約100万種の動植物が絶滅の危機に瀕しており、生物種絶滅のペースは過去1,000万年の平均と比べて数十倍から数百倍ともいわれている。昆虫は全種類のうち40%が減少しており、数十年で絶滅する可能性がある。両生類の減少は1980年代から進み、人間の移動や貿易で広まったカエルツボカビが原因とされる。

## 歴史との関係

### 16世紀から19世紀前半
ヨーロッパ諸国によるアメリカ大陸の植民地化が世界的な貿易ネットワークと資本主義経済の発展に貢献し、産業革命とグレート・アクセラレーションの始まりに重要な役割を果たしたという説がある。ヨーロッパとアメリカの家畜・作物、病原体、奴隷などの伝播をめぐる関係は、コロンブス交換とも呼ばれる。
ヨーロッパはアメリカ大陸とアフリカ大陸への進出によって、鉱物資源や製品の輸出先などの問題を解決した。これによって人口増加と手工業の拡大を続けて、プロト工業化が進んで産業革命が進行した。これと比較して、アジアではインドや中国が巨大な経済規模を持っていたが、産業革命の進行は遅れた。原因として、ヨーロッパと異なり移住地や手工業製品の輸出先がなかった点が影響したという説がある。アフリカでは奴隷貿易によって1200万人とも推定される成人男女と若年層が連れ去られ、労働力が失われた。この人口の急減が経済や社会に悪影響を与えたとされている。奴隷貿易が最も激しかった地域は、21世紀時点のアフリカで最貧困地域になっている。こうしてヨーロッパと他の地域の経済成長が大きく分かれた現象を、大分岐とも呼ぶ。コロンブス交換によって、ヨーロッパからの移住者によるアメリカ大陸の環境破壊も進行した。
18世紀にイギリスで産業革命が進むと石炭の燃焼で環境の変化が顕著になり、17世紀には大気汚染が問題とされ、18世紀には酸性雨が降り、農地や森林の荒廃が起きた。

### 19世紀前半から20世紀前半
産業革命が世界的に広まった時期にあたる。1820年から1992年のGDP増加率は西ヨーロッパが13倍、ウェスタン・オフシューツ（アメリカ、カナダ、オーストラリア、ニュージーランド）が17倍、アジアとオセアニアが6倍、アフリカが3倍となった。
工業化を進める各国は、食料や鉱物資源の獲得と輸出のために侵略や植民地化を行った。この結果、地球の表面積の約40パーセントが、イギリス、フランス、ドイツ、イタリア、オランダ、ベルギー、アメリカ、日本の植民地・保護領・委任統治領となった。植民地統治と貿易によって直接投資が増え、たとえばイギリスでは1870年から1914年に植民地・中南米で約20%増加した。世界的な経済競争の激化や、技術的な優位が直接投資の主な要因となり、国境を越えて生産活動を行う製造業の多国籍企業も出現した。経済格差が拡がり、先進国と途上国の1人あたりの所得格差は1870年の5：1から、1913年には9：１に拡大した。1850年以降の二酸化炭素排出量は、全人口の18.8%にあたる先進国が72.6%を占めた。
20世紀には化石燃料の消費は石炭から石油へと移った。化石燃料の枯渇や経済成長との関係についての研究も始まった。過剰な農地化によるダストボウルと呼ばれる農地の荒廃も起きている。

### 1940年代以降
石油を中心とする工業化による大量生産・大量消費、緑の革命とも呼ばれる食糧生産の増大、平均余命の上昇が顕著となった。グレート・アクセラレーションの開始時期にあたる1940年代から1950年代は、人新世の開始時期としても有力とみなされている。
経済成長はアメリカ合衆国が著しかったが、1950年代以降に縮小も見られた。1992年時点では、アメリカと西ヨーロッパの1人あたりの所得格差は1.2：1、アメリカと南ヨーロッパの格差は1：2となった。アメリカとアジアは1950年の11：1から1992年には4：1に縮まり、この時期に最も成長したのは韓国、台湾、タイだった。長期的な経済格差は依然として拡大傾向にあり、1950年に富裕国と途上国の所得格差は35：1で、1992年には72：1へと拡大した。所得格差は消費の格差をもたらしており、21世紀初頭の全人口の45%にあたる貧困層の人々の排出量は7%だが、最富裕層にあたる7%の人々の排出量は50%となっている。GDPを基準にして経済成長を測ることが続いているが、経済成長の要因については不明点が多い。2006年に世界銀行のもとでノーベル経済学賞受賞者を含む21人の専門家や300人の研究者が参加した報告書では、経済成長をする一般原則は存在しないという結論となった。
対外直接投資（FDI）は20世紀初頭にイギリスからアメリカに中心が移り、第二次大戦後もアメリカが最も多額で、1967年には世界のFDIの53.8%に達した。1970年代にヨーロッパと日本のFDIが急増し、原因は相手国の輸入規制によって輸出が減少したためだった。先進国は輸出の代わりにFDIによって進出し、アメリカのM&Aを参考にした。1980年代以降は世界的にFDIが急増し、OECDを中心とする先進国間で相互浸透が進み、特に1985年のプラザ合意以降は日本が急増した。急増の一因として、環境問題によって先進国の公害基準が厳しくなった点がある。先進国の企業は公害基準のゆるい途上国にFDIで進出し、公害輸出とも呼ばれる。1990年代以降は中国、NIES、ASEAN諸国の高成長によってFDIが増加を続けた。
大量生産と大量消費によって、1950年代以降に公害病などの問題が世界各地で起きた。化学物質による生態系の汚染について、生物学者のレイチェル・カーソンは、著書『沈黙の春』（1962年）において問題提起をした。環境問題については1国単位ではなく国際的な対策が進んだ。1972年に初の環境問題の国際会議である国際連合人間環境会議が始まり、1987年の二酸化硫黄の削減協約、1991年の窒素酸化物の削減協約、1992年の国連気候変動枠組条約、1997年の京都議定書、2009年の気候変動枠組条約締約国会議（COP15）などが続いた。

## ポピュラー・カルチャー
グレート・アクセラレーションをテーマとする展覧会として、台北ビエンナーレでニコラ・ブリオーのキュレートによる『グレート・アクセラレーション：人新世の芸術（The Great Acceleration : Art in Anthropocene）』（2014）が開催された。芸術をテクノスフィア（科学技術圏）とバイオスフィア（生物圏）と人間の関わりとして定義し、52の芸術家およびグループの作品が展示された。